# Эдика
Эдика (лат. Edica; в различных исторических источниках упоминается также как Идика, Эдико и Эдекон, в византийских источниках — др.-греч. Ἐδέκων) — отец Одоакра, свергшего последнего императора Западной Римской империи Ромула Августа и ставшего королём Италии. Вероятно, тождественен царю скиров Эдекону.

### Происхождение
Приск Панийский называл Эдику «природным унном». Это мнение совпадает с данными из «Анонима Валезия» (Anon. Vales, § 45), где некий Эдико упоминается как посол Аттилы, явившийся в Константинополь в 448 году.
Другая версия о происхождении Эдики выводит его вождём скиров и участником сражения на Болии 469 года, в ходе который скиры были побеждены остготами, а сам Эдика погиб. Это, в свою очередь, подтверждается в том же «Анониме Валезия» (Anon. Vales, § 37), где сообщается, что сын Эдики Одоакр появился в Италии «вместе с племенем скиров», а также, косвенно, остро враждебным отношением Одоакра к Теодориху Великому, чей отец Теодемир, в этом случае, убил Эдику.

### Потомки
В исторических источниках сообщается, что у Эдики были два сына: Одоакр и Онульф. Оба они, а также члены семьи Одоакра — жена Сунигильда и сын Тела — были убиты по приказу короля остготов Теодориха Великого.
Вельф I (778—825), основатель династии Вельфов, возводил свой род к Одоакру и Эдике. Однако ни подтвердить, ни опровергнуть это заявление из-за недостаточности источников (Вельфа I от Одоакра отделяет не менее десяти поколений) не представляется возможным.